# Matteo Ricci

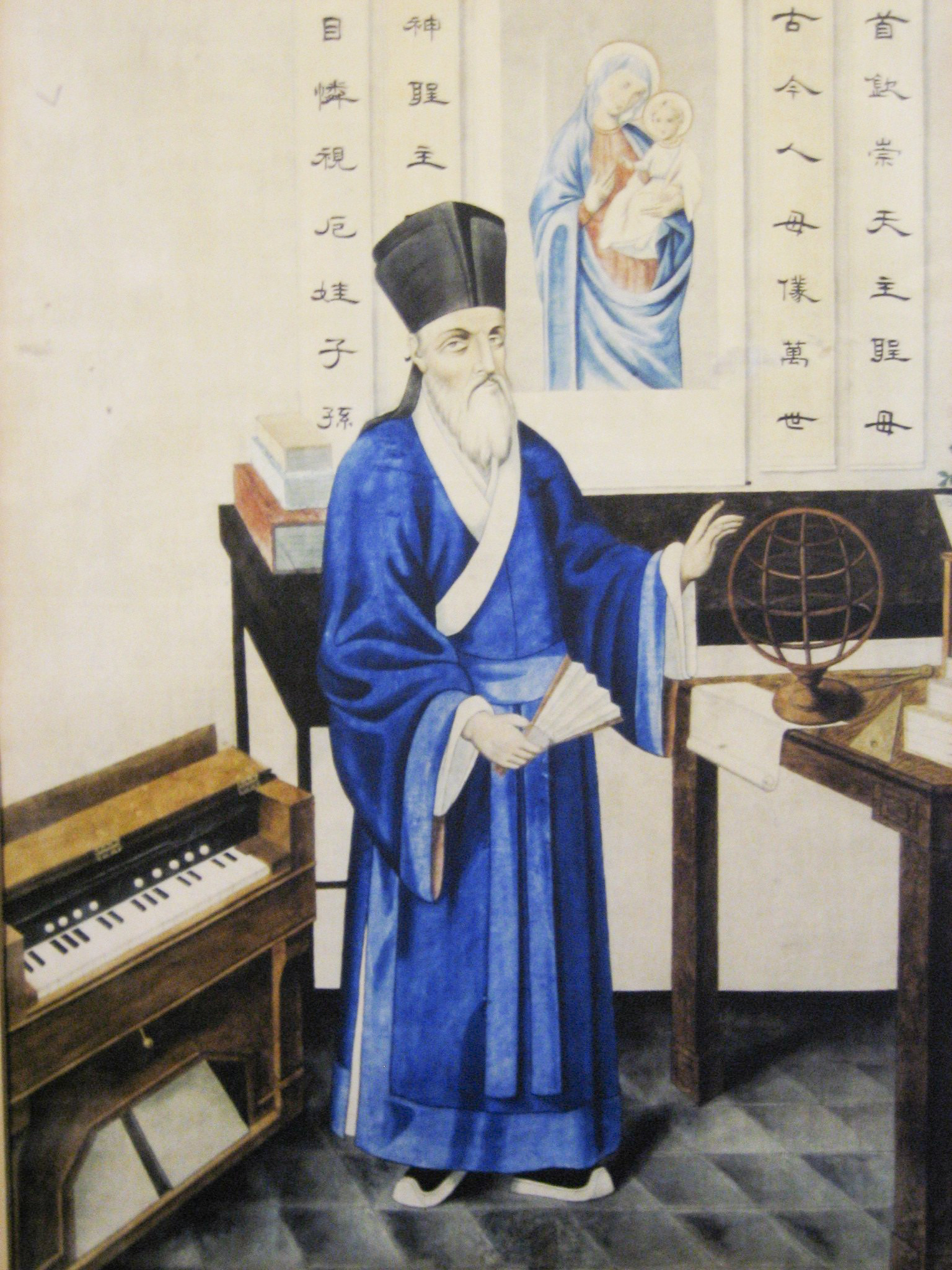
Matteo Ricci com as suas vestes de um letrado chinês confuciano.

Padre Matteo Ricci, S.J. (Macerata, 6 de outubro de 1552 – Pequim, 11 de maio de 1610) foi um sacerdote jesuíta, missionário, cientista, geógrafo e cartógrafo renascentista italiano. É conhecido pela sua actividade missionária na China da dinastia Ming, onde era conhecido por Lì Mǎdòu (利瑪竇). Ele é considerado o fundador das modernas missões católicas na China, contribuindo assim de modo fulcral para a introdução do catolicismo na China.ttra

## Elogios
Matteo Ricci é considerado também como "um modelo de proveitoso encontro entre as civilizações europeia e chinesa" e ainda como "um singular modelo de evangelização e de diálogo com as várias realidades culturais e religiosas". Mais especificamente, "Matteo Ricci é considerado o símbolo do primeiro contacto da China com as ciências e a tecnologia europeias, do encontro pioneiro do Evangelho com os intelectuais da raça Han, assim como um dos primeiros intercâmbios entre a cultura chinesa e a ocidental".
Na altura, Ricci era classificado pelos chineses como "um dos mais notáveis e brilhantes homens da História" e como o "Mestre do grande Ocidente". Isto porque Ricci fascinou os chineses pelo seu grande interesse, admiração e respeito pela cultura chinesa e também pelo seu vasto saber ocidental em diversas áreas do conhecimento, como a teologia, a apologética, a catequese popular, a matemática, a astronomia, a literatura, a poesia, a arte e a música.
Em 2010, quando das celebrações do quarto centenário da morte de Matteo Ricci, o Papa Bento XVI afirmou que o "Padre Ricci constitui um caso singular de feliz síntese entre o anúncio do Evangelho e o diálogo com a cultura do povo ao qual Ele é levado, um exemplo de equilíbrio entre clareza doutrinal e obra pastoral prudente. Não apenas a profunda aprendizagem da língua, mas também a assunção do estilo de vida e dos costumes das classes cultas chinesas, fruto de estudo e de exercício paciente e clarividente, fizeram com que Padre Ricci fosse aceite pelos chineses com respeito e estima, não como um estrangeiro, mas como o 'Mestre do grande Ocidente'." O Papa afirmou ainda que a actividade missionária de Ricci na China "se torna também diálogo entre culturas; um diálogo desinteressado, livre de ambições de poder económico ou político, vivido na amizade, que faz da obra de Padre Ricci e dos seus discípulos um dos pontos mais salientes e felizes na relação entre a China e o Ocidente". Por fim, o Papa salientou ainda o facto de que, "no "Museu do Milénio" de Pequim somente duas pessoas estrangeiras são recordadas entre os grandes da história da China: Marco Polo e Padre Matteo Ricci".

## Biografia

### Formação e Estudos
Recebeu a sua primeira formação na sua cidade natal de Macerata (Itália). Em 1568 partiu para Roma para estudar Direito na Universidade La Sapienza, dado que seu pai ambicionava para si a ascensão na administração pontifícia. Foi em Roma que começou a frequentar as reuniões da Annunciata, uma associação cristã de jovens ligada à Companhia de Jesus, que promovia a oração e os exercícios espirituais de Santo Inácio de Loyola. Este desenvolvimento espiritual leva a que a 15 de agosto de 1571, contra a vontade do seu pai, requeira o ingresso na Companhia de Jesus. Ingressou depois no Colégio Romano, onde estudou Retórica, Filosofia e Teologia. Aí estudou também Matemática, Cosmologia, Geografia e Astronomia, sob a orientação do célebre padre Cristóvão Clávio.
Aconselhado pelo padre Alessandro Valignano, visitador da Companhia de Jesus nas missões do Oriente, em 1577 Ricci voluntariou-se para trabalhar nas missões de evangelização da Ásia. Por isso, prosseguiu para Portugal, onde aproveitou para aprender a língua portuguesa na Universidade de Coimbra. A 24 de março de 1578 partiu de Lisboa para a colónia portuguesa de Goa, na nau São Luís, juntamente com um grupo de jesuítas. Ordenou-se sacerdote a 26 de julho de 1580, enquanto trabalhava como professor de latim e grego em Cochim, onde terminou também os seus estudos de Teologia.
Em 1582 foi destacado por Alexandre Valignano para a missão jesuíta da China. A 7 de agosto do mesmo ano, chegou à colónia portuguesa de Macau com o fim de estudar a língua chinesa, para poder evangelizar no país, naquela altura governado pela dinastia Ming. A entrada neste país por um ocidental era difícil, pois eram tomados como feiticeiros e intrusos de índole perigosa.

### Ricci na China

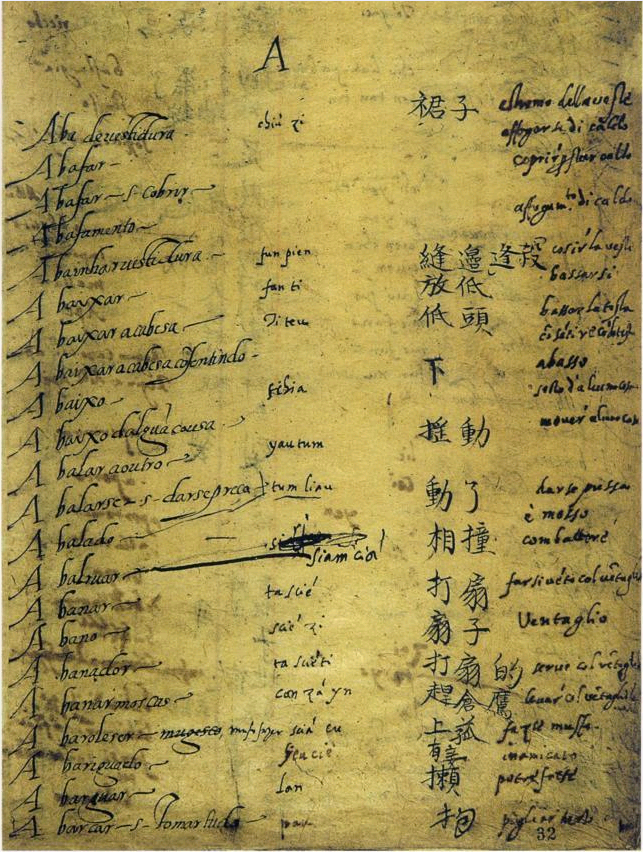
Uma página do manuscrito do Dicionário Português-Chinês, compilado por Matteo Ricci e Miguel Ruggieri.

Em Macau, Matteo Ricci e Miguel Ruggieri (que já esteve a estudar a língua chinesa em Macau desde 1579), começou a compilar o primeiro dicionário Português-Chinês (em chinês: "葡汉辞典"). Esta obra, terminada somente em Zhaoqing, foi concebido essencialmente para o benefício dos missionários ou outros estrangeiros, que queriam aprender chinês. O dicionário apresentava, pela primeira vez, a romanização (criado por Matteo Ricci) da língua chinesa falada nos anos finais da dinastia Ming e constituiu assim um marco cultural na documentação histórica do desenvolvimento dos estudos chineses.

#### Em Zhaoqing e em Shaoguan
No verão de 1583, juntamente com o padre Ruggieri, penetrou finalmente no Império Chinês, mais precisamente na província de Guangdong. Dirigiram-se a Zhaoqing, à residência do vice-rei de Guangdong e Guangxi, onde o padre Ruggieri já havia estado em 1581 e 1582. A 14 de setembro de 1583 recebe as devidas autorizações para permanecer naquele território. 14 meses mais tarde, inauguraram em Zhaoqing a primeira casa da missão católica jesuíta na China, com a assistência do padre Francisco Cabral, reitor do Colégio jesuíta de Macau.
A missão em Zhaoqing, no início, revelou-se um sucesso: o número de baptizados aumentou na região, especialmente entre a elite cultural chinesa; a casa jesuíta tornou-se num local privilegiado de aprendizagem da cultura e filosofia chinesas e um ponto de diálogo com os letrados e mandarins chineses da região, ganhando assim também a amizade e o respeito de muitos deles; a casa tornou-se também num centro de tradução e produção de material catequético e doutrinal em língua chinesa (foi em Zhaoqing que Ruggieri e Ricci traduziram para o chinês várias orações e conceitos católicos, publicaram o primeiro Catecismo em chinês e a obra "Explicação dos Dez Mandamentos"; foi também em Zhaoqing que Ricci continuou a elaborar, em chinês, o seu famoso mapa-múndi, uma obra muito apreciada pelos chineses, iniciada em Macau e acabada somente em Pequim). Porém, as coisas começaram a complicar: em 1588 Ruggieri regressou à Itália, para convencer a Santa Sé a enviar um representante oficial a Pequim, com a finalidade de convencer o Imperador chinês a conceder liberdade religiosa aos católicos. Ruggieri nunca mais regressou à China e falhou na sua missão na Itália. E, em 1589, os jesuítas foram despojados da residência pelo novo vice-rei de Guangdong e Guangxi. Mas, receando algumas complicações com os missionários portugueses que se encontravam em Macau, o vice-rei autorizou os jesuítas a residirem em Shaoguan (ou Shaozhou).
Em Shaoguan, a nova missão católica continuou a converter e a estabelecer amizades com os letrados chineses e as autoridades de Shaoguan revelaram-se mais acolhedores e amigáveis do que as de Zhaoqing. Também foi em Shaoguan que Ricci começou a adoptar o vestuário, a terminologia e os costumes dos letrados (intelectuais ou eruditos) confucianos chineses, abandonado assim aos poucos as suas vestes iniciais de monge budista. Apesar do budismo ser uma das religiões predominantes do povo chinês, esta alteração estratégica baseia-se no facto de a posição social e a influência de um letrado confuciano serem superiores às de um monge budista e no facto de que, ao usar o vestuário e a terminologia budistas, muitos chineses acharem erroneamente que o catolicismo é uma variante do budismo. Além do vestuário, Ricci começou a estudar a filosofia chinesa (nomeadamente o confucionismo) e passou ainda a observar e apoiar os ritos (ex: culto dos antepassados) e os costumes chineses que não colidiam com a doutrina católica. Toda esta estratégia de inculturação da fé, com o fim de melhorar as relações com os chineses e de melhorar os resultados das missões, foi permitida pelo seu superior Alexandre Valignano, pelo Superior-geral da Companhia de Jesus e até, inicialmente, pelo Papa.
Em 1589 Ricci introduziu o calendário gregoriano na China, adaptando-o ao calendário lunissolar chinês, para que os chineses possam saber a data exacta das festividades católicas. Mas Ricci recusou publicar esta adaptação chinesa do calendário gregoriano, porque era necessário a autorização prévia do Imperador para efectuar qualquer alteração ou publicação de calendários. Em 1594 Ricci traduziu para latim os Quatro Livros (em chinês: Sì Shū; 四書) do Cânone confuciano, dando assim aos europeus a possibilidade de conhecerem o confucionismo.

#### Em Nanchang e em Nanquim

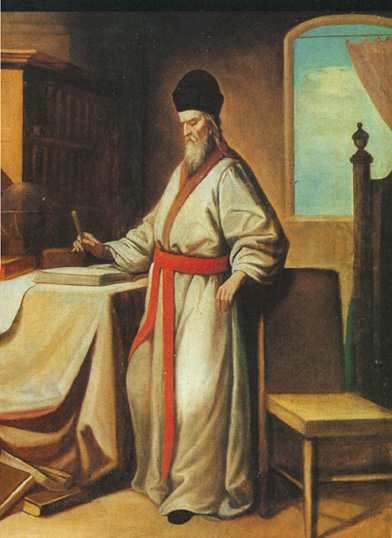
Matteo Ricci com as suas vestes chinesas.

Depois de assegurar a eficácia do seu apostolado, em 1594 Ricci abandonou a florescente missão de Shaoguan e decidiu ir a Pequim (um sonho que Ricci nunca abandonou). Ele queria ir tanto a Pequim porque tinha "a convicção de que a difusão do Cristianismo na China tinha necessidade da aprovação oficial para os pregadores e da liberdade, para os chineses, de abraçá-la e de professá-la em público, e estava firmemente persuadido de que tais aprovação e liberdade não podiam ser alcançadas, enquanto ele não conseguisse chegar até à corte de Pequim, ao Palácio imperial". Mas, dada a dificuldade da viagem, não conseguiu chegar a Pequim, tendo atingido somente Nanquim e Nanchang. Nesta última cidade, Ricci, já com uma reputação de letrado e erudito vindo do Ocidente, foi por isso recebido cordialmente pelas autoridades governamentais, por letrados e até por dois príncipes imperiais. Em Nanchang, ele adoptou totalmente o vestuário e a terminologia confucianas e passou a estudar com maior profundidade o confucionismo: ele viu na descrição, baseada na razão e na intuição, de Confúcio e de alguns filósofos confucianos sobre o Céu (em chinês: Tiān; 天) a imagem do único e verdadeiro Deus adorado pelos cristãos. Segundo Ricci, isto constituiu uma ligação formidável entre o Cristianismo e o Confucionismo, e também uma prova de que, já desde os tempos remotos, os chineses adoravam, sem saberem, o Deus cristão, sob o nome de Tiān ou Shàngdì (上帝; literalmente o "Imperador de Cima") ou ainda de Tīanzhǔ (天主; literalmente o "Senhor do Céu"). Ao mesmo tempo, Ricci distanciava-se do budismo, a ponto de contestar o conceito budista da reencarnação e de acusar o budismo de ser idólatra.
É também em Nanchang que, em 1595, Ricci escreveu o seu célebre "Tratado sobre a Amizade" (em chinês: 交友論; em latim: De Amicitia), que foi escrito para que os leitores chineses não-cristãos possam conhecer melhor os "santos antigos e sábios" do Ocidente, através de passagens e aforismos traduzidos ou parafraseados dos clássicos europeus. O livro, cujo formato era semelhante aos livros de tradição confuciana, era muito curto e continha apenas 100 máximas (3,5 mil palavras) sobre a amizade. O livro foi tão bem aceite pelos letrados chineses que seria reeditado várias vezes e incluído em colecções, com muitas introduções e comentários escritos por famosos eruditos chineses, todos elogiando este livro.
Foi com este livro que Ricci descobriu totalmente a sua vocação de escritor e, numa das suas cartas, salientou a importância da escrita na sua missão evangelizadora: "neste reino, a escrita é mais importante, mais preciso, mais confiável do que falar … nós não somos autorizados a entrar livremente em qualquer lugar para pregar, mas podemos chegar através dos livros às melhores mentes deste povo … nós podemos estabelecer o fundamento racional para a nossa religião… escrever livros científicos tornou-se até num pré-requisito importante para qualquer diálogo … e esses livros em chinês podem ser lidos por pessoas de outras nacionalidades, que usam a escrita chinesa, como o Japão…". Esta intuição de Ricci estava correcta: as suas obras chegaram a ser lidas por pessoas que viviam fora da China, mas que compreendiam a escrita chinesa (como a Coreia, o Japão e o Vietnam). Estes livros promoveram e incentivaram a propagação do cristianismo em todo o Extremo Oriente e a criação de uma nova terminologia cristã em língua chinesa (e aceitável para o povo chinês) para expressar a fé cristã.
Ricci, que tinha uma capacidade incrível de memorizar, soube que o povo chinês dava grande ênfase e importância à memória. Por isso, em 1596 escreveu um tratado sobre a memória, o "Método de aprender de cor" (em chinês: 西国记法), que descrevia um antigo método ocidental de memorizar denominado de Palácio da memória. Este método ensinava os seus praticantes a categorizar rapidamente grandes quantidades de informações, muitas vezes não correlacionadas, em vários quartos do palácio.

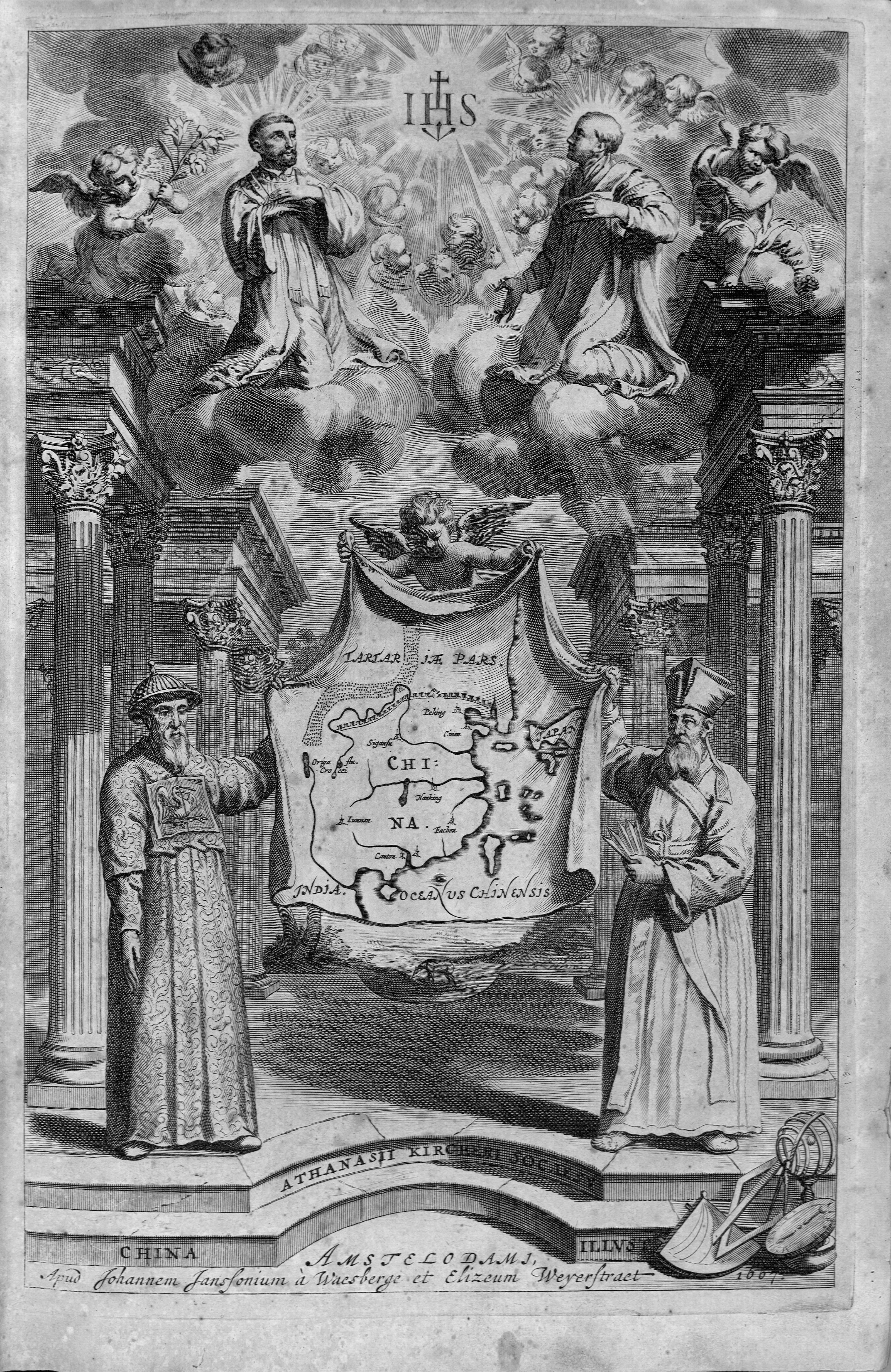
Matteo Ricci (à direita), com as suas vestes de letrado chinês da dinastia Ming, e Adam Schall (à esquerda), com as suas vestes de mandarim da dinastia Qing, a segurarem um mapa da China.

Ricci acreditava que os missionários católicos só iriam conseguir pregar com sucesso o Evangelho na China se os letrados chineses abrissem as suas mentes à cultura ocidental. Por isso, Ricci achou necessário uma preparação prévia (uma espécie de pré-evangelização) das mentes chinesas, para elas acostumarem aos conceitos religiosos e filosóficos ocidentais. Para isso, e também para responder à crescente curiosidade dos intelectuais chineses sobre o Deus cristão, Ricci escreveu o célebre catecismo "Verdadeira Noção de Deus" (“Tianzhu shiyi”; 天主實義; em latim: De Deo Verax Disputatio). Este catecismo, escrito entre 1593 e 1596, "é a primeira tentativa por um estudioso católico de usar um modo chinês de pensar para introduzir o cristianismo para os intelectuais chineses". Segundo Ricci, o catecismo é um esforço dele de "expor o pensamento católico, com a ajuda do património cultural existente na China". Esta obra é constituída por dois livros, oito volumes e 174 itens em forma de diálogo entre um letrado chinês e um intelectual europeu. O letrado chinês explicava Confucionismo, Budismo e Taoísmo, enquanto o intelectual europeu usava a Escolástica e citava as obras clássicas e iniciais do confucionismo para explicar as doutrinas do catolicismo, como a Encarnação (nascimento de Jesus) e a Salvação. Esta obra tratava também de questões como a natureza e o acto da criação, as provas da existência e unicidade de Deus, a natureza e imortalidade da alma, a intenção, a vida eterna e a bondade da natureza humana. Ao mesmo tempo, Ricci usou esta obra de introdução ao catolicismo para denunciar as contradições e erros da idolatria e a reencarnação. Mas, este diálogo não mencionava nada sobre o Apocalipse, a Santíssima Trindade e, além do Baptismo, não contemplava os sacramentos. Isto porque Ricci tencionava apenas explicar racionalmente no catecismo as verdades católicas que a razão humana podia compreender, sem recorrer à Revelação divina. Sobre esta sua intenção, Ricci afirmou que o seu livro "deve abrir o caminho para o resto dos mistérios de nossa religião revelada". O uso da razão era muito valorizado por Ricci nas suas obras porque ele acreditava que a razão, que é comum nos ocidentais e nos orientais, pode levar as pessoas a conhecerem a Verdade, que está presente em cada ser humano.
Em 1596/1597, durante a sua estadia em Nanchang, Ricci foi nomeado pelo padre Alexandre Valignano de "superior de todos os jesuítas e de todas as actividades dos jesuítas na China", cargo que ele exerceu até morrer. Em 1598 Ricci decidiu ir a Pequim com o padre Lazzaro Cattaneo e com Wang Honghui (王弘誨), um ministro chinês e amigo de Ricci que tencionava mostrar à corte imperial os conhecimentos matemáticos, mecânicos e astronómicos dos jesuítas, que eram vitais para a iminente reforma do calendário chinês. Depois de uma longa viagem, eles chegaram à capital imperial no dia 7 de setembro de 1598. Mas, os jesuítas não conseguiram entrar na corte imperial porque os japoneses, comandados por Toyotomi Hideyoshi, invadiram a Coreia, um vassalo tradicional da China. Por causa da guerra, todos os não-chineses passaram a ser suspeitos como possíveis espiões.
Por isso, no dia 5 de novembro do mesmo ano, deixaram Pequim e chegaram a Nanquim, no dia 6 de fevereiro de 1599. Durante a sua curta estadia em Pequim e durante a sua viagem marítima de Pequim a Nanquim, Ricci e Cattaneo (um músico) escreveram um dicionário chinês-português, no qual os vários tons das sílabas chinesas romanizadas foram indicados com sinais diacríticos. Este trabalho foi perdido e, ao contrário do primeiro dicionário escrito por Ricci e Ruggieri, nunca mais foi encontrado. Mais uma vez, o método de evangelização de Ricci revelou ser eficaz: de Nanquim, saíram grandes mandarins católicos, como Paulo Xu Guangqi. De Macau saíram novos reforços para a missão de Ricci, com mais presentes para o Imperador chinês. Os fiéis de Nanquim ficaram entregues ao padre João da Rocha, recentemente vindo de Macau.

#### Finalmente em Pequim

Mapa-múndi, em língua chinesa, elaborado por Matteo Ricci, chamado de 坤輿萬國全圖 (Kūnyú Wànguó Quántú; em italiano: Carta Geografica Completa di tutti i Regni del Mondo). Foi impresso e publicado em Pequim, em 1602, a pedido do Imperador Wanli. Neste mapa, "Matteo Ricci anotava notícias históricas. Por exemplo, perto do nome "Judeia", lê-se: "O Senhor do Céu encarnou neste país e é por isso que ele se chama Terra Santa". E ao lado do nome "Itália": "Aqui, o Rei da Civilização (= o Papa), no celibato, ocupa-se unicamente de religião".

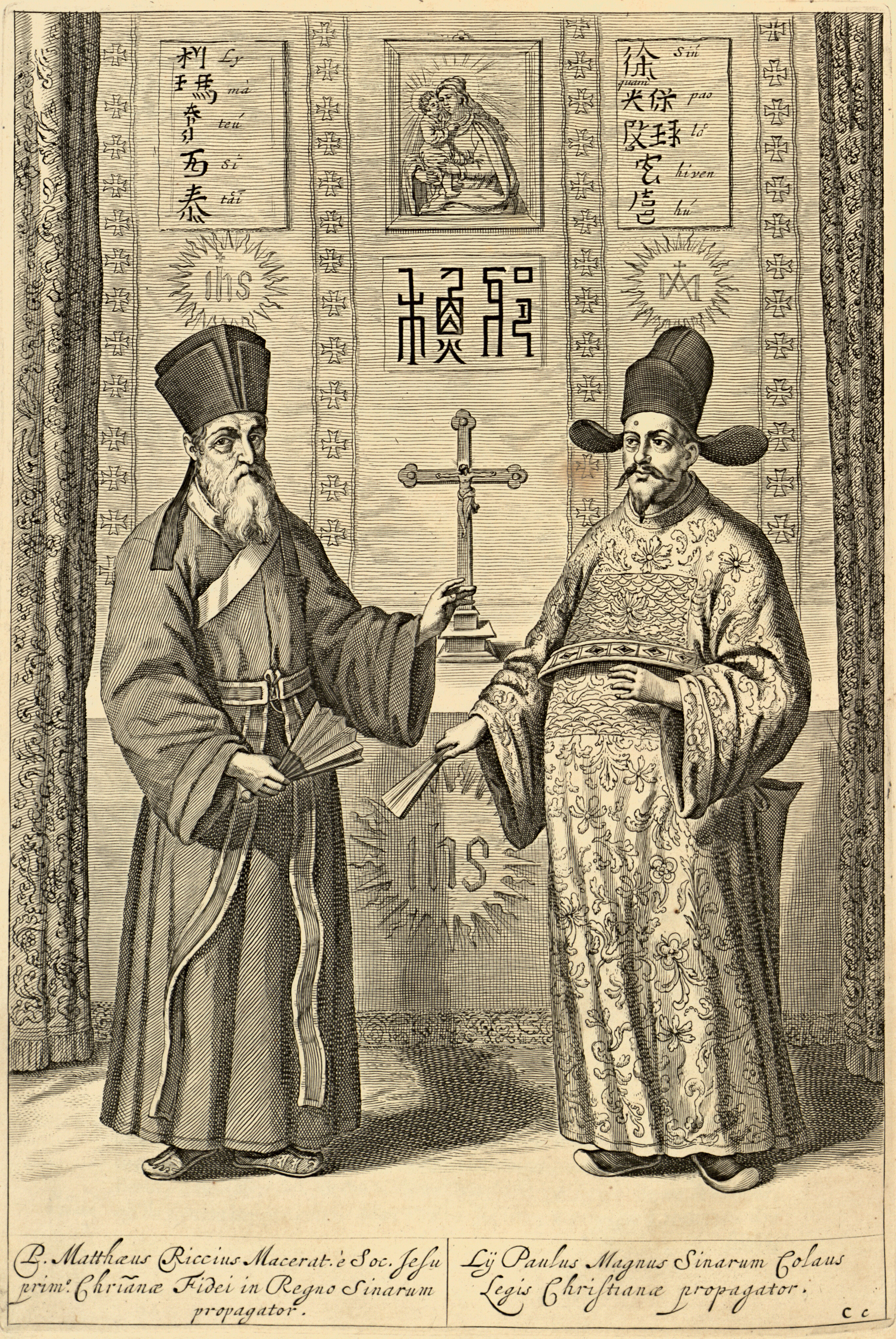
Matteo Ricci (esquerda) e Xu Guangqi (徐光啟) (direita), na edição chinesa dos Elementos de Euclides (幾何原本). Foi impresso em 1607.

Em 1600 Ricci deixou Nanquim e partiu para Pequim, agora com o padre Diogo de Pantoja. Deram entrada na corte imperial chinesa a 24 de janeiro de 1601. O Imperador Wanli, que já ouvira falar da reputação e da fama de Ricci, ficou maravilhado com os presentes que os missionários levaram: uma pequena pintura renascentista de Cristo; uma grande pintura antiga da Virgem Maria; uma pintura renascentista da Virgem Maria com o Menino Jesus e São João Batista; um breviário, ornamentado de ouro; uma cruz incrustada de pedras preciosas e peças de vidro policromado, contendo relíquias de santos; o atlas "Theatrum Orbis Terrarum" de Abraham Ortelius; o famoso mapa-múndi, em chinês, elaborado por Ricci; um relógio de grandes dimensões com pesos; um pequeno relógio de metal dourado trabalhado por molas; dois prismas; um clavicórdio; oito espelhos; várias garrafas de vários tamanhos; um chifre de um rinoceronte; dois relógios de areia; os Quatro Evangelhos; e vários outros objectos. De entre estes presentes, o Imperador ficou cativado e fascinado pelo mapa-múndi, porque representava as novas nações europeias, os sítios desconhecidos pelos chineses (como a América), várias notícias históricas, a nova situação política mundial e também porque representava a China com dimensões menores do que os mapas chineses tradicionais. Por isso, o Imperador ordenou a Ricci a elaboração de mais cópias deste mapa-múndi, que, em suma, ofereciam "aos chineses uma nova imagem do mundo".
O Imperador, apesar de nunca ter visto e conhecido pessoalmente os jesuítas, concedeu permissão para eles ficarem em Pequim, de construírem uma residência com capela (mais tarde esta capela sofreu sucessivas obras de alargamento e tornou-se na Catedral da Imaculada Conceição, vulgarmente designada por Nantang - 南堂; literalmente significando "a Catedral do Sul") e deu-lhes ainda um salário. Na capital chinesa, os jesuítas conseguiram formar uma comunidade católica dinâmica e conseguiram obter a amizade e o apoio de vários mandarins (incluindo ministros) e letrados ilustres. As conversões mais importantes foram as de Paulo Xu Guangqi (um mandarim que "conseguiu fazer com que o Imperador chinês confiasse aos astrónomos jesuítas a reforma do calendário chinês"), de Yang Tingyun e de Li Zhizao. Estes 3 chineses são considerados os "três grandes pilares do catolicismo chinês" (em chinês: 中国天主教的三大柱石).
Ricci foi o primeiro ocidental a saber da existência dos judeus chineses de Kaifeng (Henan), apesar de nunca ter visitado a província de Henan. Ele foi contactado pessoalmente por um judeu de Kaifeng em Pequim, em 1605. Depois deste encontro, em 1608 Ricci enviou um missionário para Kaifeng, constituindo assim a primeira de muitas dessas missões de reconhecimento enviadas pela Igreja Católica. De facto, o rabino-chefe dos judeus de Kaifeng estava pronto para ceder o seu poder para Ricci, desde que o jesuíta desista de comer carne de porco, mas Ricci nunca aceitou este cargo. Foi também Matteo Ricci que descobriu que "o Reino da China é […] idêntico ao que alguns autores chamam de […] Catai".
Em Pequim, Matteo Ricci, com a ajuda de Xu Guangqi, traduziu para o chinês a obra "Os Elementos" de Euclides, que é um livro fundamental da geometria. Os termos geométricos traduzidos são utilizados pelos chineses até hoje. Os intelectuais chineses ficaram maravilhados pelo método da construção lógica e dedutiva presente nos "Elementos", que era muito diferente do método tradicional chinês de indução, presente em todas as áreas do conhecimento chinês. Por isso, com esta tradução, Ricci introduziu o método de "pensamento lógico" e de dedução na China. Além de "Os Elementos", Ricci e Xu Guangqi traduziram e publicaram também várias obras de astronomia (ex: sobre eclipses, sobre a tese de que a Terra é redonda, etc.), de trigonometria (consideradas as primeiras obras de trigonometria na China e em chinês), de geometria e de aritmética.
Além de livros científicos, Ricci escreveu ainda vários livros e tratados para atacar o Budismo, a idolatria e o politeísmo chinês e também para explicar melhor a doutrina e a moral católicas. Neste conjunto de livros, salienta-se a obra "Vinte e cinco sentenças que contêm a essência moral cristã", escrita em 1604 para explicar, em 25 capítulos curtos (segundo o estilo tradicional chinês), "a mortificação das paixões e a nobreza da virtude". Destaca-se também a obra "Dez sentenças paradoxais", escrita em 1608 sob a forma de uma colecção de máximas práticas, úteis para uma vida moral e já conhecidas pelos cristãos ocidentais, mas desconhecidos pelos chineses. Estas máximas foram retiradas e/ou baseadas em vários excertos e histórias da Bíblia e dos escritos dos filósofos cristãos. Ricci ainda publicou, em março de 1605, o livro "Tianzhu jiaoyao" (天主教要), que é uma nova tradução das principais orações católicas (como o Pai-Nosso, a Avé Maria e o Credo), dos Dez Mandamentos, das obras de misericórdia corporais e espirituais, das Bem-Aventuranças, dos sete pecados capitais e das três virtudes teologais. O livro, que obteve a aprovação da Inquisição em Goa, contém também uma breve explicação dos sete sacramentos. Ricci usado para chamar a doutrina cristã e acrescenta que o livro foi escrito para cristãos e não cristãos.

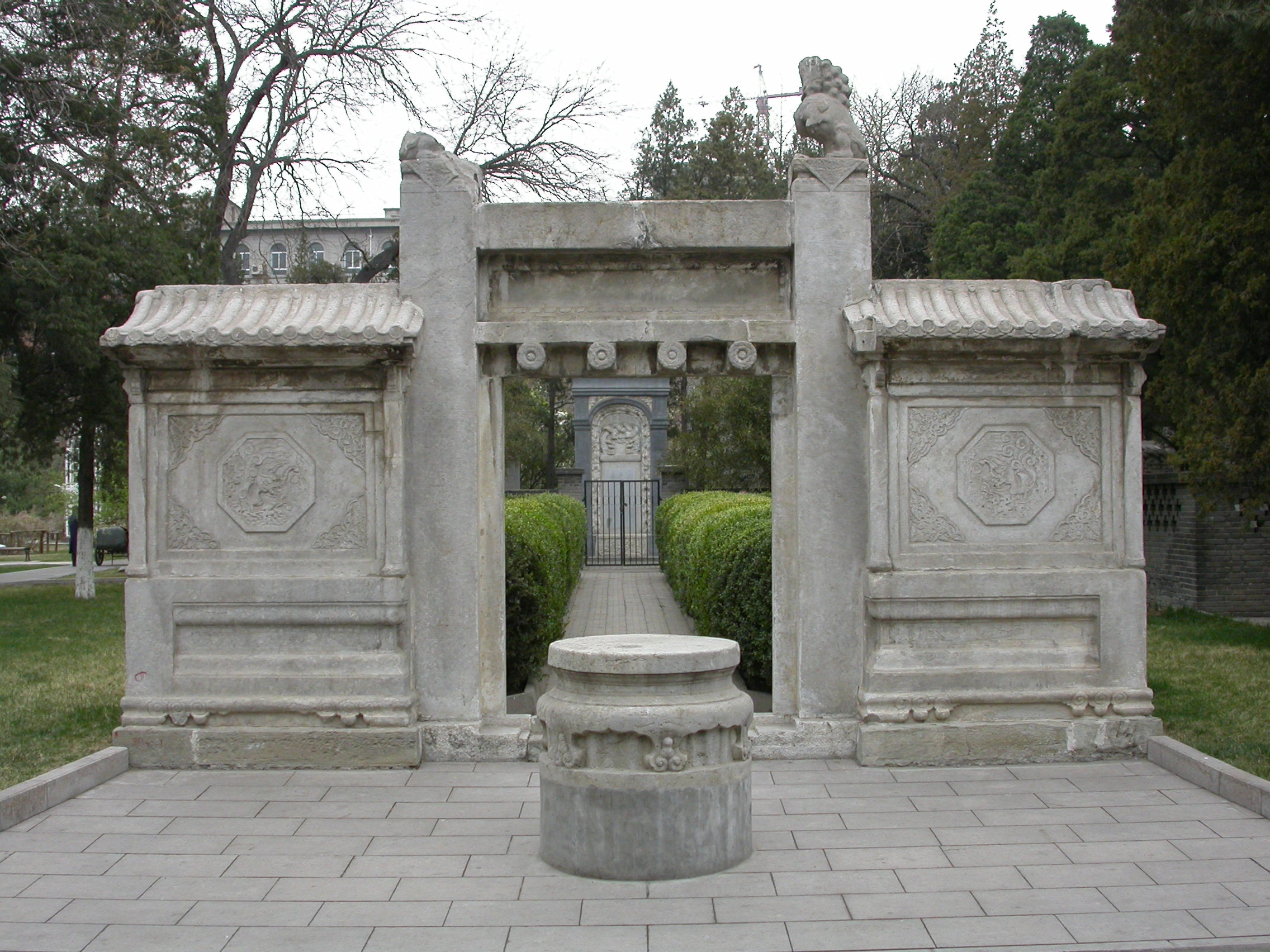
Túmulo de Matteo Ricci, em Pequim.

Ricci, sendo um cientista muito observador, prestou muita atenção e anotou no seu diário todos os detalhes sobre as pessoas, os hábitos, a topologia, a geografia, a latitude, a história, o clima dos sítios chineses que ia visitando. Baseando no diário e neste seu trabalho quotidiano, ele escreveu o livro "Na entrada da Companhia de Jesus e do Cristianismo na China" (em italiano: Della entrata della Compagnia di Gesù e Christianità nella Cina), para permitir que os europeus possam saber mais sobre a China. Escrito em Pequim entre 1608 e 1610, este livro foi traduzido para latim e, durante muitas décadas a seguir à sua publicação, manteve-se uma das principais obras de referência para os sinólogos europeus.
Ricci morreu com 57 anos, no dia 11 de maio de 1610. Foi muito admirado e respeitado pelos intelectuais chineses, porque ele, "enquanto confessava uma admiração sincera pela China, levava os chineses a vislumbrarem que ainda existia algo que eles não conheciam, e que ele era capaz de lhes ensinar". Além da sua sabedoria, Ricci foi também admirado por ser "um homem singular, porque vive no celibato, não disputa por cargos, fala pouco, tem uma conduta regulada, e isto todos os dias, e cultiva a virtude ocultamente e serve a Deus de modo contínuo". Por isso, ele foi sepultado em solo chinês, perto de Pequim, após autorização do Imperador chinês. Isto era na altura um raro privilégio, visto que os estrangeiros que morressem na China tinham que ser sepultados em Macau.

## Método de Ricci e suas críticas

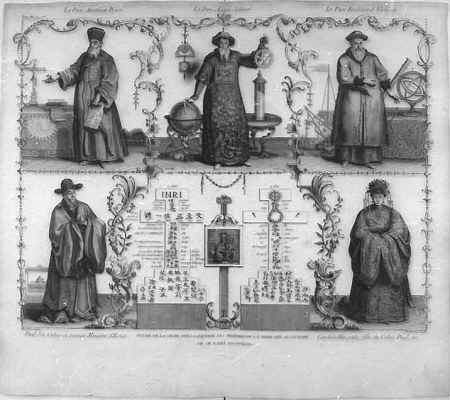
Uma ilustração da missão dos jesuítas na China, mostrando, em cima, o Padre Matteo Ricci (à esquerda), o Padre Adam Schall (no centro) e o Padre Ferdinand Verbiest (à direita); e em baixo, os leigos chineses Xu Guangqi (à esquerda) e Candide Hiu (à direita; era a neta de Xu Guangqi).

O método de inculturação da fé católica na cultura chinesa, adoptada e praticada por Ricci e pelos jesuítas, foi muito bem aceite pelos eruditos chineses e revelou-se um sucesso: Ricci e seus companheiros conseguiram fundar 5 residências (em Shaoguan, em Nanchang, em Nanquim e em Pequim) e baptizar mais de 2,5 mil fiéis (dos quais 400 viviam em Pequim), sendo a maior parte pertencentes à elite cultural e política da China. Estes missionários, principalmente Ricci, encarnaram por isso a metodologia jesuítica de missionação, que se caracteriza por "um profundo respeito pelas tradições com as quais entravam em contacto mas, ao mesmo tempo, uma inalterada fidelidade na transmissão da Verdade, que é Cristo, e da doutrina católica". O cardeal Tarcisio Bertone, em 2007, resumiu esta metodologia aplicada na China: "começava com o debate dos temas queridos ao povo chinês, ou seja, a moralidade e as regras da vida social, segundo a tradição confuciana. Depois introduzia, de modo discreto e indirecto, o ponto de vista cristão dos vários problemas e assim, sem desejar impor-se, terminava levando numerosos ouvintes ao conhecimento explícito e ao culto autêntico de Deus, sumo Bem".
Mas, apenas 20 anos após a morte de Ricci, esta metodologia, que tentava compatibilizar a cultura chinesa ao catolicismo, gerou uma grande controvérsia no seio da Igreja Católica. Este método foi acusado por outras ordens religiosas (ex: os dominicanos) de permitir a prática de ritos chineses considerados supersticiosos, de não preocupar-se primariamente na conversão dos chineses ao catolicismo (os jesuítas preocupavam-se mais, no início, na preparação das mentes chinesas à cultura, à filosofia e à ciência ocidentais) e de não ensinar aos chineses a totalidade da doutrina católica (os jesuítas centravam-se mais, no início, nas verdades cristãs que a razão pode compreender, para depois os chineses poderem aceitar melhor as verdades reveladas). Estas ordens religiosas também não concordavam com a aceitação pelos jesuítas das palavras chinesas 天 (Tian; Céu) ou 上帝 (Shangdi; "Imperador de Cima") para designar "Deus".
Sobre estas críticas, Ricci respondeu: "eu vejo o trabalho preparatório para a abertura dos corações do povo chinês ao cristianismo mais importante do que conseguir mais dez mil cristãos". Isto revelava mais uma vez a sua convicção de que o diálogo científico e cultural tinha que preceder à evangelização propriamente dita, para que esta última consiga dar frutos. Todo este diálogo foi realçado pelo Papa Bento XVI, em 2010, ao afirmar que "no pensamento e no ensinamento de Padre Ricci, ciência, razão e fé encontram uma síntese natural: "Quem conhece o céu e a terra – escreve no prefácio para a terceira edição do mapa-múndi [elaborado por ele na China] – pode provar que Quem governa o céu e a terra é absolutamente bom, absolutamente grande e absolutamente único. Os ignorantes rejeitam o Céu, mas a ciência que não remonta ao Imperador do Céu como à causa primeira, não é de modo algum ciência"". O jesuíta George H. Dunne, no seu livro "Generation of Giants", concluiu que o objectivo principal da missão de Ricci "não foi simplesmente estabelecer um certo número de comunidades cristãs na periferia de uma sociedade hostil, mas sim de construir uma civilização sino-cristã".
Depois de intermináveis disputas que prejudicaram gravemente o catolicismo na China, e depois de decisões contraditórias de vários Papas, o método adoptado por Ricci e pelos jesuítas na China acabou por ser condenado definitivamente pelo Papa Clemente XI (em 1715) e pelo Papa Bento XIV (em 1742). Estas condenações só foram revogadas pelo Papa Pio XII, em 1939, ao permitir os católicos chineses de praticarem os seus ritos, que não eram mais considerados como supersticiosos. Em 1959 o Papa João XXIII, na sua encíclica Princeps Pastorum, elogiou Matteo Ricci como sendo um exemplo de "penetração […] entre as classes cultas, especialmente nas nações de antiga e alta cultura".

## Causa da Canonização

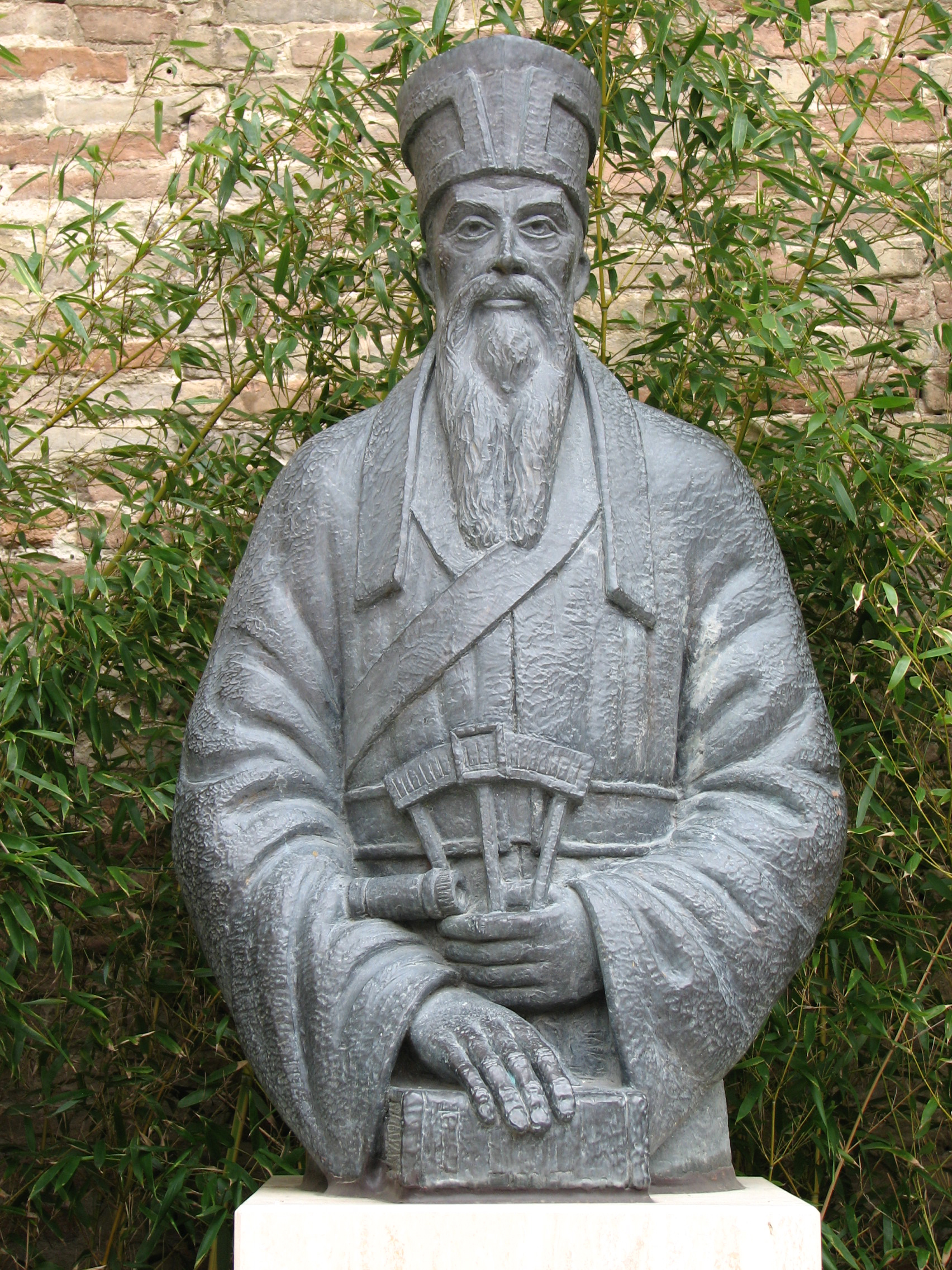
Uma estátua em honra de Matteo Ricci, em Macerata, a sua terra natal.

A causa de beatificação de Matteo Ricci (1552-1610), começada já em 1984, foi recomeçada no dia 24 de Janeiro de 2010 na catedral da diocese italiana de Macerata-Tolentino-Recanati-Cingoli-Treia.

## Obras
Matteo Ricci escreveu várias obras, como por exemploː
- Dicionário Português-Chinês, 1583-1588 (uma obra conjunta com Miguel Ruggieri; considerado o primeiro dicionário sino-europeu, só foi redescoberto nos Arquivos jesuítas de Roma em 1934 e republicado em 2001[7][8]);
- Explicação dos dez mandamentos, Shiu-Hing (ou Zhaoqing), 1584 (uma obra conjunta com Miguel Ruggieri);
- Verdadeira Noção de Deus, Nanchang, 1593-1596, publicado em Pequim (1603), reimpresso em Macau e traduzido para coreano, japonês, francês, e introduzido em Tonquim (Norte do Vietname);
- Tratado sobre a Amizade, Nanchang, 1595, que traduziu em italiano e foi publicado em Macerata, 1885;
- Vinte e cinco sentenças que contêm a essência moral cristã, Pequim, 1604;
- Tetrabiblion Sinense de moribus;
- Dez sentenças paradoxais, Pequim, 1608;
- Disputas contra seitas da idolatria, Pequim, 1609;
- Vantagens do jejum e Nove virtudes necessárias aos sacerdotes que querem, dois opúsculos em um volume;
- Mapa Múndi, 1584 (depois de várias alterações e revisões, é impresso e publicado em Pequim em 1602);
- Método de aprender de cor, Nanchang, 1596;
- Comentário sobre os quatro elementos do Mundo, 6 volumes, 1598, Pequim;
- Desenvolvimento da esfera celeste, 2 vols., Pequim, 1607;
- Uma carta de Shiuhing, 1586;
- Annuae literae a Sinisannis, 1591, 1605 e 1607, e 1611;
- Na entrada da Companhia de Jesus e do Cristianismo na China" (em italiano: Della entrata della Compagnia di Gesù e Christianità nella Cina), Pequim (1608-1610).